# Campionati mondiali di sci nordico 2001
I Campionati mondiali di sci nordico 2001, quarantatreesima edizione della manifestazione, si svolsero dal 15 al 25 febbraio a Lahti, in Finlandia. Vennero assegnati diciotto titoli.
Rispetto all'edizione precedente furono introdotte numerose novità nel programma. Nella combinata nordica la prova di salto della gara sprint si effettuò dal trampolino lungo anziché da quello normale; nel salto con gli sci fu introdotta la gara a squadre dal trampolino normale. Nello sci di fondo debuttarono due gare sprint sulla distanza di 1 km, una maschile e una femminile, mentre mutarono la distanza le prove brevi a tecnica classica (da 10 km a 15 km per gli uomini e da 5 km a 10 km per le donne) e quelle a inseguimento (da 10 km + 15 km a 10 km + 10 km per gli uomini e da 5 km + 10 km a 5 km + 5 km per le donne; inoltre in entrambi i casi la prima frazione non coincise più con la gara che assegnava il relativo titolo iridato, ma fu disputata una prova apposita nello stesso giorno della frazione a tecnica libera). Cambiò anche la ripartizione delle gare tra tecnica libera e tecnica classica: in campo maschile la 30 km fu a tecnica classica e la 50 km a tecnica libera; in campo femminile la 15 km divenne a tecnica classica e la 30 km a tecnica libera. Il programma non venne tuttavia completato, poiché la 30 km di fondo femminile fu annullata a causa del troppo freddo (-24 °C).
La rassegna iridata, che per la sesta volta era ospitata dalla città finlandese (dopo i Mondiali del 1926, del 1938, del 1958, del 1978 e del 1989), fu segnata dallo scandalo del doping in cui furono coinvolti sei fondisti finlandesi (Mika Myllylä, Virpi Kuitunen, Harri Kirvesniemi, Janne Immonen, Jari Isometsä e Milla Jauho), risultati positivi all'amido idrossietilico, con la squalifica anche della staffetta maschile (giunta prima) e di quella femminile (giunta seconda).

## Risultati

### Uomini

#### Combinata nordica

##### Sprint
| Posizione | Atleta          | Nazione   | Tempo   |
| --------- | --------------- | --------- | ------- |
| 1         | Marko Baacke    | Germania  | 19:40,3 |
| 2         | Samppa Lajunen  | Finlandia | + 6,2   |
| 3         | Ronny Ackermann | Germania  | + 9,7   |
| 4         | Jaakko Tallus   | Finlandia | + 35,1  |
| 5         | Kenji Ogiwara   | Giappone  | + 42,6  |
| 6         | Hannu Manninen  | Finlandia | + 50,2  |

24 febbraio

Trampolino: Salpausselkä K116

Fondo: 7,5 km

##### Individuale
| Posizione | Atleta           | Nazione   |          |
| --------- | ---------------- | --------- | -------- |
| 1         | Bjarte Engen Vik | Norvegia  | 39:26,7  |
| 2         | Samppa Lajunen   | Finlandia | + 1:04,6 |
| 3         | Felix Gottwald   | Austria   | + 1:10,3 |
| 4         | Hannu Manninen   | Finlandia | + 1:55,0 |
| 5         | Kristian Hammer  | Norvegia  | + 2:21,1 |
| 6         | Ladislav Rygl    | Rep. Ceca | + 2:22,1 |

16 febbraio

Trampolino: Salpausselkä K90

Fondo: 15 km

##### Gara a squadre
| Posizione | Nazione   | Atleti                                                            |          |
| --------- | --------- | ----------------------------------------------------------------- | -------- |
| 1         | Norvegia  | Kenneth Braaten Sverre Rotevatn Bjarte Engen Vik Kristian Hammer  | 48:54,1  |
| 2         | Austria   | Christoph Eugen Mario Stecher David Kreiner Felix Gottwald        | + 0:10,9 |
| 3         | Finlandia | Jari Mantila Hannu Manninen Jaakko Tallus Samppa Lajunen          | + 0:29,4 |
| 4         | Germania  | Marko Baacke Jens Deimel Ronny Ackermann Sebastian Haseney        | + 0:43,5 |
| 5         | Giappone  | Satoshi Mori Daito Takahashi Gen Tomii Kenji Ogiwara              | + 1:04,8 |
| 6         | Russia    | Aleksej Fadeev Aleksej Barannikov Valerij Stoljarov Denis Tišagin | + 3:52,0 |

20 febbraio

Trampolino: Salpausselkä K90

Fondo: 4x5 km

#### Salto con gli sci

##### Trampolino normale
| Posizione | Atleta             | Nazione   | Punti |
| --------- | ------------------ | --------- | ----- |
| 1         | Adam Małysz        | Polonia   | 246,0 |
| 2         | Martin Schmitt     | Germania  | 233,0 |
| 3         | Martin Höllwarth   | Austria   | 223,0 |
| 4         | Stefan Horngacher  | Austria   | 219,0 |
| 5         | Masahiko Harada    | Giappone  | 217,5 |
| 6         | Janne Ahonen       | Finlandia | 216,5 |
|           | Andreas Goldberger | Austria   | 216,5 |

23 febbraio

Trampolino: Salpausselkä K90

##### Trampolino lungo
| Posizione | Atleta            | Nazione   | Punti |
| --------- | ----------------- | --------- | ----- |
| 1         | Martin Schmitt    | Germania  | 276,3 |
| 2         | Adam Małysz       | Polonia   | 273,5 |
| 3         | Janne Ahonen      | Finlandia | 267,4 |
| 4         | Martin Höllwarth  | Austria   | 251,4 |
| 5         | Stefan Horngacher | Austria   | 238,9 |
| 6         | Sven Hannawald    | Germania  | 236,9 |

19 febbraio

Trampolino: Salpausselkä K116

##### Gara a squadre dal trampolino normale
| Posizione | Nazione   | Atleti                                                                | Punti |
| --------- | --------- | --------------------------------------------------------------------- | ----- |
| 1         | Austria   | Wolfgang Loitzl Andreas Goldberger Stefan Horngacher Martin Höllwarth | 953,5 |
| 2         | Finlandia | Matti Hautamäki Risto Jussilainen Ville Kantee Janne Ahonen           | 951,5 |
| 3         | Germania  | Sven Hannawald Michael Uhrmann Alexander Herr Martin Schmitt          | 911,5 |
| 4         | Giappone  | Hideharu Miyahira Takanobu Okabe Noriaki Kasai Masahiko Harada        | 886,5 |
| 5         | Polonia   | Robert Mateja Tomasz Pochwała Wojciech Skupień Adam Małysz            | 849,5 |
| 6         | Slovenia  | Damjan Fras Primož Urh-Zupan Igor Medved Jure Radelj                  | 838,5 |

25 febbraio

Trampolino: Salpausselkä K90

##### Gara a squadre dal trampolino lungo
| Posizione | Nazione   | Atleti                                                                | Punti |
| --------- | --------- | --------------------------------------------------------------------- | ----- |
| 1         | Germania  | Sven Hannawald Michael Uhrmann Alexander Herr Martin Schmitt          | 939,8 |
| 2         | Finlandia | Jani Soininen Risto Jussilainen Ville Kantee Janne Ahonen             | 900,2 |
| 3         | Austria   | Wolfgang Loitzl Andreas Goldberger Stefan Horngacher Martin Höllwarth | 880,2 |
| 4         | Giappone  | Hideharu Miyahira Kazuya Yoshioka Masahiko Harada Noriaki Kasai       | 837,9 |
| 5         | Slovenia  | Damjan Fras Primož Urh-Zupan Igor Medved Jure Radelj                  | 701,3 |
| 6         | Rep. Ceca | Jakub Janda Jakub Hlava Michal Doležal Jaroslav Sakala                | 692,2 |

24 febbraio

Trampolino: Salpausselkä K116

#### Sci di fondo

##### 15 km
| Posizione | Atleta              | Nazione   | Tempo   |
| --------- | ------------------- | --------- | ------- |
| 1         | Per Elofsson        | Svezia    | 39:26,0 |
| 2         | Mathias Fredriksson | Svezia    | 39:42,5 |
| 3         | Odd-Bjørn Hjelmeset | Norvegia  | 39:49,3 |
| 4         | Harri Kirvesniemi   | Finlandia | 40:06,3 |
| 5         | Andrus Veerpalu     | Estonia   | 40:06,5 |
| 6         | Frode Estil         | Norvegia  | 40:21,1 |

15 febbraio

Tecnica classica

##### 30 km
| Posizione | Atleta              | Nazione  | Tempo     |
| --------- | ------------------- | -------- | --------- |
| 1         | Andrus Veerpalu     | Estonia  | 1:14:17,9 |
| 2         | Frode Estil         | Norvegia | 1:14:18,1 |
| 3         | Michail Ivanov      | Russia   | 1:14:49,1 |
| 4         | Erling Jevne        | Norvegia | 1:14:57,2 |
| 5         | Odd-Bjørn Hjelmeset | Norvegia | 1:15:15,7 |
| 6         | Mathias Fredriksson | Svezia   | 1:15:21,5 |

19 febbraio

Tecnica classica

##### 50 km
| Posizione | Atleta             | Nazione  | Tempo       |
| --------- | ------------------ | -------- | ----------- |
| 1         | Johann Mühlegg     | Spagna   | 2:05:27,2   |
| 2         | René Sommerfeldt   | Germania | 2:07:23,4   |
| 3         | Sergej Krjanin     | Russia   | 2:07:28,4   |
| 4         | Andrej Nutrichin   | Russia   | 2:08:30,3   |
| 5         | Christian Hoffmann | Austria  | 2:08:50,5 h |
| 6         | Per Elofsson       | Svezia   | 2:08:51,9   |

25 febbraio

Tecnica libera

##### Sprint 1 km
| Posizione | Atleta                | Nazione   |
| --------- | --------------------- | --------- |
| 1         | Tor-Arne Hetland      | Norvegia  |
| 2         | Cristian Zorzi        | Italia    |
| 3         | Håvard Solbakken      | Norvegia  |
| 4         | Ari Palolahti         | Finlandia |
| 5         | Anders Högberg        | Svezia    |
| 6         | Peter Schlickenrieder | Germania  |

21 febbraio

Tecnica libera

##### Inseguimento 20 km
| Posizione | Atleta              | Nazione       | Tempo   |
| --------- | ------------------- | ------------- | ------- |
| 1         | Per Elofsson        | Svezia        | 47:15,5 |
| 2         | Johann Mühlegg      | Spagna        | 47:42,0 |
| 3         | Vitalij Denisov     | Russia        | 47:49,5 |
| 4         | Mathias Fredriksson | Svezia        | 47:56,3 |
| 5         | Thomas Alsgaard     | Norvegia      | 47:59,0 |
| 6         | Markus Hasler       | Liechtenstein | 47:59,5 |

17 febbraio

10 km a tecnica classica + 10 km a tecnica libera

La medaglia d'argento era stata inizialmente assegnata al finlandese Jari Isometsä (47:24,9), poi squalificato per doping

##### Staffetta 4x10 km
| Posizione | Nazione  | Atleti                                                            | Tempo     |
| --------- | -------- | ----------------------------------------------------------------- | --------- |
| 1         | Norvegia | Frode Estil Odd-Bjørn Hjelmeset Thomas Alsgaard Tor-Arne Hetland  | 1:36:42,0 |
| 2         | Svezia   | Urban Lindgren Mathias Fredriksson Magnus Ingesson Per Elofsson   | 1:37:24,7 |
| 3         | Germania | Jens Filbrich Andreas Schlütter Ron Spanuth René Sommerfeldt      | 1:37:30,0 |
| 4         | Russia   | Vitalij Denisov Michail Ivanov Nikolaj Bol'šakov Vladimir Vilisov | 1:38:02,2 |
| 5         | Austria  | Gerhard Urain Michail Botvinov Achim Walcher Christian Hoffmann   | 1:38:15,8 |
| 6         | Italia   | Fulvio Valbusa Fabio Maj Pietro Piller Cottrer Cristian Zorzi     | 1:38:50,6 |

22 febbraio

2 frazioni a tecnica classica + 2 frazioni a tecnica libera

La medaglia d'oro era stata inizialmente assegnata alla nazionale finlandese, poi squalificata per il doping riscontrato in Mika Myllylä, Harri Kirvesniemi, Janne Immonen e Jari Isometsä

### Donne

#### Sci di fondo

##### 10 km
| Posizione | Atleta                       | Nazione   | Tempo   |
| --------- | ---------------------------- | --------- | ------- |
| 1         | Bente Skari                  | Norvegia  | 26:55,5 |
| 2         | Ol'ga Danilova               | Russia    | 27:08,4 |
| 3         | Larisa Lazutina              | Russia    | 27:27,0 |
| 4         | Stefania Belmondo            | Italia    | 27:40,5 |
| 5         | Virpi Kuitunen               | Finlandia | 27:43,4 |
| 6         | Hilde Gjermundshaug Pedersen | Norvegia  | 27:56,3 |

20 febbraio

Tecnica classica

##### 15 km
| Posizione | Atleta                       | Nazione   | Tempo   |
| --------- | ---------------------------- | --------- | ------- |
| 1         | Bente Skari                  | Norvegia  | 43:54,8 |
| 2         | Ol'ga Danilova               | Russia    | 44:02,5 |
| 3         | Kaisa Varis                  | Finlandia | 44:57,5 |
| 4         | Hilde Gjermundshaug Pedersen | Norvegia  | 45:20,4 |
| 5         | Virpi Kuitunen               | Finlandia | 45:25,7 |
| 6         | Milla Jauho                  | Finlandia | 45:39,1 |

15 febbraio

Tecnica classica

##### 30 km
25 febbraio

Tecnica libera

Annullata a causa delle cattive condizioni meteorologiche

##### Sprint 1 km
| Posizione | Atleta          | Nazione   |
| --------- | --------------- | --------- |
| 1         | Pirjo Muranen   | Finlandia |
| 2         | Kati Venäläinen | Finlandia |
| 3         | Julija Čepalova | Russia    |
| 4         | Sabina Valbusa  | Italia    |
| 5         | Nina Gavryljuk  | Russia    |
| 6         | Elena Buruchina | Russia    |

21 febbraio

Tecnica libera

##### Inseguimento 10 km
| Posizione | Atleta            | Nazione   | Tempo   |
| --------- | ----------------- | --------- | ------- |
| 1         | Virpi Kuitunen    | Finlandia | 28:06,1 |
| 2         | Larisa Lazutina   | Russia    | 28:08,9 |
| 3         | Ol'ga Danilova    | Russia    | 28:09,3 |
| 4         | Stefania Belmondo | Italia    | 28:23,3 |
| 5         | Bente Skari       | Norvegia  | 28:24,3 |
| 6         | Kaisa Varis       | Finlandia | 28:26,2 |

18 febbraio

5 km a tecnica classica + 5 km a tecnica libera

##### Staffetta 4x5 km
| Posizione | Nazione  | Atlete                                                                | Tempo   |
| --------- | -------- | --------------------------------------------------------------------- | ------- |
| 1         | Russia   | Ol'ga Danilova Larisa Lazutina Julija Čepalova Nina Gavryljuk         | 53:01,6 |
| 2         | Norvegia | Anita Moen Bente Skari Elin Nilsen Hilde Gjermundshaug Pedersen       | 54:01,9 |
| 3         | Italia   | Gabriella Paruzzi Sabina Valbusa Cristina Paluselli Stefania Belmondo | 54:23,3 |
| 4         | Germania | Viola Bauer Manuela Henkel Claudia Nystad Evi Sachenbacher-Stehle     | 55:44,5 |
| 5         | Svezia   | Carin Holmberg Elin Ek Mariana Handler Jenny Olsson                   | 55:47,0 |
| 6         | Canada   | Beckie Scott Milane Thériault Jaime Fortier Sara Renner               | 55:47,4 |

23 febbraio

2 frazioni a tecnica classica + 2 frazioni a tecnica libera

La medaglia d'argento era stata inizialmente assegnata alla nazionale finlandese, poi squalificata per il doping riscontrato in Virpi Kuitunen

## Medagliere per nazioni
| Posizione | Nazione   | Oro | Argento | Bronzo | Totale |
| --------- | --------- | --- | ------- | ------ | ------ |
| 1         | Norvegia  | 6   | 2       | 2      | 10     |
| 2         | Germania  | 3   | 2       | 3      | 8      |
| 3         | Finlandia | 2   | 5       | 3      | 10     |
| 4         | Svezia    | 2   | 2       | 0      | 4      |
| 5         | Russia    | 1   | 3       | 6      | 10     |
| 6         | Austria   | 1   | 1       | 3      | 5      |
| 7         | Spagna    | 1   | 1       | 0      | 2      |
|           | Polonia   | 1   | 1       | 0      | 2      |
| 9         | Estonia   | 1   | 0       | 0      | 1      |
| 10        | Italia    | 0   | 1       | 1      | 2      |